# Kimis
Kimis  es un cultivar de higuera higo común Ficus carica unífera, de higos de piel color amarillo dorado. Se cultiva principalmente en el área de kimi, Eubea, Grecia para producción de higo paso y una pequeña parte como higo fresco.

## Sinonimia
- „Κίμυ σύκα“,
- „Kimi Sika“,[3]
- „Kimi Figs“,[5][6]

## Historia
Estos higos se cultivan en la zona de Kimi en la prefectura de Evia.
Los higos 'Kimis' son una variedad griega antigua que se encuentra en esta zona. 
Kimi es el lugar de nacimiento del Doctor G. Papanikolaou (médico, pionero en la detección de cáncer temprano y citología, y el inventor de la prueba de Papanicolaou para el cáncer de cuello uterino).

## Características
Los higos 'Kimis' son de tipo higo común unífera tienen forma redondeada, de piel de color amarillo dorado, una piel fina y delicada y son enormes. La pulpa es de un rojo fresa intenso con muchos jugos de miel y semillas.
Da higos una vez al año y el tiempo de cosecha es de agosto a septiembre. Esta higuera no necesita polinización.

## Cultivo
La zona de Kimi, en la isla de Eubea (Evia), produce los higos 'Kimis' es un higo muy conocido en Grecia y extremadamente dulce.
Sus higos se secan al sol para producir un higo paso de excelente calidad, donde las palabras no pueden describir el sabor de este higo. Tiene buen tamaño y buena calidad asimismo para consumo en fresco.

## Protección denominación de origen (DOP)
Los Kimi Figs es un producto único, reconocido por la Unión Europea como un producto con nombre de origen protegido DOP.
Es un producto tradicional, producido exclusivamente en el área de Kimi.
La higuera de Kimi no tiene muchos enemigos naturales y, por lo tanto, no necesita ninguna técnica o cuidado especial de cultivo. Por esta razón, la higuera no se somete a la fumigación agrícola y su fertilización es básicamente orgánica.

## Variedades de higueras en Grecia
Según un estudio efectuado por el « “S.M. Lionakis Subtropical Plantas and Olive Trees Institute”» (La Canea, Creta, Grecia) sobre el estado actual de las variedades de higuera más cultivadas en Grecia para su posible mejora en rendimientos y usos:
| Cultivar                             | Número de cosechas                              | Uso                                                                 | Vigencia del cultivo                                                         |
| ------------------------------------ | ----------------------------------------------- | ------------------------------------------------------------------- | ---------------------------------------------------------------------------- |
| Higuera „Kalamon“ blanco             | 1, unífera (agosto a septiembre)                | Secado de los higos para su venta o transformación e higos frescos. | Variedad predominante, plantada sola o en asociación con otros frutales.     |
| Higuera „Kimis“ blanco               | 1, unífera (agosto a septiembre)                | Secado de los higos para su venta o transformación e higos frescos. | Variedad predominante, plantada sola DOP o en asociación con otros frutales. |
| Higuera „Vasiliki White“ blanco      | 1, unífera (agosto a septiembre)                | Autoconsumo de higos frescos.                                       | Muy apreciada con presencia común en las huertas.                            |
| Higuera „Vasiliki Black“ color       | 1, unífera (agosto a septiembre)                | Autoconsumo de higos frescos.                                       | Muy apreciada con presencia común en las huertas.                            |
| Higuera „Votanikou Black“ color      | 2, bífera (mayo a julio y agosto a septiembre)  | Autoconsumo de brevas frescas.                                      | Presencia común en las huertas.                                              |
| Higuera „Argalastis“ blanco          | 1, unífera (agosto a septiembre)                | Autoconsumo de higos frescos.                                       | Presencia común en las huertas.                                              |
| Higuera „Fragasana“ blanco           | 2, bífera (mayo a julio y agosto a septiembre)  | Autoconsumo de higos frescos, tienen buenas aptitudes para secado.  | Presencia común en las huertas.                                              |
| Higuera „Apostoliatika“ blanco       | 2, bífera (junio a julio y agosto a septiembre) | Autoconsumo de higos frescos.                                       | Rara, presente en algunas huertas.                                           |
| Higuera „Politiko“ blanco            | 1, unífera (agosto a septiembre)                | Autoconsumo de higos frescos o secos.                               | Común, presente en plantaciones de higueras de pasa y en huertas.            |
| Higuera „Livano“ blanco              | 1, unífera (agosto a septiembre)                | Autoconsumo de higos frescos.                                       | Presencia común en las huertas.                                              |
| Higuera „Prasinosikia Lesvou“ blanco | 1, unífera (agosto a septiembre)                | Autoconsumo de higos frescos.                                       | Presente en algunas huertas.                                                 |
| Higuera „Kanates“ color              | 1, unífera (julio a septiembre)                 | Autoconsumo de higos frescos.                                       | Presente en algunas huertas.                                                 |
| Higuera „Delonika Naxou“ blanco      | 1, unífera (octubre)                            | Autoconsumo de higos frescos.                                       | Presente en algunas huertas.                                                 |
| Higuera „Boukia Samou“ color         | 2, bífera (mayo a julio y agosto a septiembre)  | Autoconsumo de higos frescos.                                       | Presente en algunas huertas.                                                 |